# William Halpenny
William Halpenny (Isola del Principe Edoardo, 23 maggio 1882 – Charlottetown, 10 febbraio 1960) è stato un astista canadese.
Halpenny era un atleta di salto con l'asta, la sua carriera culminò nel bronzo alle Olimpiadi estive di Stoccolma 1912, ottenuto con la misura di 3,80 m.